# Josef Mocker
Josef Mocker (Cítoliby, 1835. november 22. – Prága, 1899. november 15. ) cseh építész és restaurátor, aki Csehország számos gótikus műemléképületének restaurálásában vett részt a 19. században, a Prága városképét meghatározó gótikus vagy neogótikus épületek is többnyire az ő közreműködése nyomán nyerték el jelenlegi formájukat. Munkásságának értékét többen vitatták és vitatják, mert a gótikát követő átalakítások teljes eltüntetésére törekedett, így alkalmanként jelentősen átalakította a restaurált épületeket, olykor egész épületszárnyakat tüntetve el.

## Jelentősebb munkái
- A prágai Szent Vitus-székesegyház nyugati felét tulajdonképpen az ő tervei alapján fejezték be
- A prágai Szent Ludmilla-templom
- A prágai Szent Prokop-templom
- Karlštejn várának rekonstrukciója
- A Vyšehrad várában található Szent Péter és Szent Pál-székesegyház rekonstrukciója
- Konopiště várkastélyának rekonstrukciója
- Křivoklát várának rekonstrukciója
- Az óvárosi Lőportorony rekonstrukciója Prágában
- A Régi-új zsinagóga rekonstrukciója Prágában
- A kolíni katedrális rekonstrukciója

|  |  |

|  |  |

## Fordítás
- Ez a szócikk részben vagy egészben  a   Josef Mocker című angol Wikipédia-szócikk ezen változatának fordításán alapul.  Az eredeti cikk szerkesztőit annak laptörténete sorolja fel. Ez a jelzés csupán a megfogalmazás eredetét és a szerzői jogokat jelzi, nem szolgál a cikkben szereplő információk forrásmegjelöléseként.